# トロピンエステラーゼ
トロピンエステラーゼ（Tropinesterase、EC 3.1.1.10）は、以下の化学反応を触媒する酵素である。
アトロピン + 水{\displaystyle \rightleftharpoons }トロピン + トロパ酸
従って、この酵素の基質はアトロピンと水の2つ、生成物はトロピンとトロパ酸の2つである。
この酵素は、加水分解酵素に分類され、特にカルボキシルエステル結合に作用する。系統名は、アトロピンアシルヒドロラーゼ (Atropine acylhydrolase) である。その他、アトロピンエステラーゼ、アトロピナーゼ等とも呼ばれる。